# Nyssomyia ochracea
Nyssomyia ochracea là một loài ruồi trong họ Asilidae. Nyssomyia ochracea được Hull miêu tả năm 1962. Loài này phân bố ở miền Ấn Độ - Mã Lai.